# Säters församling, Västerås stift
Säters församling var en församling i Västerås stift och i Säters kommun. Församlingen uppgick 2010 i Säterbygdens församling. 

## Administrativ historik
Församlingen återbildades 1952 genom sammanläggning av Säters stadsförsamling och Säters landsförsamling.  En tidigare gemensam församling fanns före 8 maj 1642 som då delades upp i två, när Säters stadsförsamling bröts ut. Stadsförsamlingen var till 1952 moderförsamling i ett pastorat med Säters landsförsamling. Den nutida Säters församling utgjorde från 1952 till 2010 ett eget pastorat. Församlingen uppgick 2010 i Säterbygdens församling.

## Kyrkoherdar
| Verksam   | Namn                                | Levnadstid | Övrigt                                   |
| --------- | ----------------------------------- | ---------- | ---------------------------------------- |
| –1663     | Magnus Andreæ Choriander            | 1578–1663  |                                          |
| 1665–1671 | Johannes Christierni Christierninus | 1631–1688  |                                          |
| 1671–1691 | Martinus Olai Muncthelius           | 1620–1691  |                                          |
| 1692–1724 | Samuel Elai Terserus                | 1658–1724  |                                          |
| 1725–1757 | Casten Dahlstedt                    | 1682–1757  |                                          |
| 1758–1795 | Anton Hessler                       | 1704–1795  |                                          |
| 1797–1813 | Pehr Boethius                       | 1754–1813  |                                          |
| 1814–1824 | Helje Arosin                        | 1766–      | Senare kyrkoherde i Svärdsjö församling. |
| 1824–     | Carl Arhusiander                    | 1787–      |                                          |

## Organister
Lista över organister i Säters församling.
| Verksam   | Namn                        | Levnadstid | Övrigt                |
| --------- | --------------------------- | ---------- | --------------------- |
| 1638      | Anders                      |            |                       |
| 1646      | Petter                      |            |                       |
| 1649      | Samuel                      |            |                       |
| 1651      | Jacob                       |            |                       |
| 1656-1657 | Johan Nilsson               |            |                       |
| 1663-1664 | Nils Jacobsson              |            |                       |
| 1665      | Eric Olsson                 |            |                       |
| 1664-1682 | Anders ES Giers             | 1628-1682  | Även klockare         |
| 1683-1700 | Johan Kugelberg             | 1658-1700  |                       |
| 1700-1722 | Anders AS Giers             | 1667-1722  |                       |
| 1722-1756 | Johan Gustaf Arosin         | 1695-1756  |                       |
| 1756-1815 | Anders Arosin               | 1735-1815  | Även klockare         |
| 1810      | Gustaf Naiström             | 1788-      | Vikarierande organist |
| 1812-1839 | Johan Olof Ramenius         | 1788-1839  |                       |
| 1842-1904 | Lars Gustaf Hedin           | 1818-1904  |                       |
| 1904-1927 | Carl Johan Victor Chronvall | 1867-1934  |                       |
| 1927-1932 | Karl Johan Söderén          | 1885-1932  |                       |
| 1933-1952 | Anders Bond                 | 1888-      |                       |
| 1953-     | Erik Sigvard Eriksson       | 1918-      |                       |

## Befolkningsutveckling
| Befolkningsutvecklingen i Säters församling, Västerås stift 1810–1990 | Befolkningsutvecklingen i Säters församling, Västerås stift 1810–1990 | Befolkningsutvecklingen i Säters församling, Västerås stift 1810–1990 | Befolkningsutvecklingen i Säters församling, Västerås stift 1810–1990 | Befolkningsutvecklingen i Säters församling, Västerås stift 1810–1990 |
| --- | --------------------------------------------------------------------- | --------------------------------------------------------------------- | --------------------------------------------------------------------- | --------------------------------------------------------------------- |
| |                                                                       |                                                                       |                                                                       |                                                                       |
| År |                                                                       |                                                                       | Folkmängd                                                             |                                                                       |
| 1810 | 1810                                                                  |                                                                       | 467                                                                   |                                                                       |
| 1820 | 1820                                                                  |                                                                       | 525                                                                   |                                                                       |
| 1830 | 1830                                                                  |                                                                       | 576                                                                   |                                                                       |
| 1840 | 1840                                                                  |                                                                       | 552                                                                   |                                                                       |
| 1850 | 1850                                                                  |                                                                       | 534                                                                   |                                                                       |
| 1860 | 1860                                                                  |                                                                       | 505                                                                   |                                                                       |
| 1870 | 1870                                                                  |                                                                       | 515                                                                   |                                                                       |
| 1880 | 1880                                                                  |                                                                       | 541                                                                   |                                                                       |
| 1890 | 1890                                                                  |                                                                       | 552                                                                   |                                                                       |
| 1900 | 1900                                                                  |                                                                       | 627                                                                   |                                                                       |
| 1910 | 1910                                                                  |                                                                       | 1 092                                                                 |                                                                       |
| 1920 | 1920                                                                  |                                                                       | 1 778                                                                 |                                                                       |
| 1930 | 1930                                                                  |                                                                       | 2 176                                                                 |                                                                       |
| 1940 | 1940                                                                  |                                                                       | 2 243                                                                 |                                                                       |
| 1950 | 1950                                                                  |                                                                       | 2 513                                                                 |                                                                       |
| 1960 | 1960                                                                  |                                                                       | 4 532                                                                 |                                                                       |
| 1970 | 1970                                                                  |                                                                       | 4 780                                                                 |                                                                       |
| 1980 | 1980                                                                  |                                                                       | 5 413                                                                 |                                                                       |
| 1990 | 1990                                                                  |                                                                       | 5 869                                                                 |                                                                       |
| Anm: Tabellen avser Säters stadsförsamling fram till 1950. 1952 bildades Säters församling genom sammanslagningen av stads- och landsförsamlingen. Från 1960 visas Säters församling. Källor: Umeå universitet - Tabellverket 1749-1859, Demografiska databasen, CEDAR, Umeå universitet. |                                                                       |                                                                       |                                                                       |                                                                       |

## Kyrkor
- Säters kyrka
- Säters gravkapell